# Agustín Vuletich
Agustín Vuletich (3 de noviembre de 1991; Arias, Córdoba) es un futbolista y abogado argentino de ascendencia croata. Juega como delantero y actualmente juega en el FC UTA Arad de la Liga I de Rumania.
Además de su carrera en el fútbol profesional, estudió derecho en la Universidad de Flores. Por eso, sus compañeros, a modo de broma, lo apodaron Doctor Vule.

## Trayectoria

### Vélez Sársfield
Vuletich hizo su debut oficial en Vélez Sársfield el 27 de marzo de 2011, entrando al campo en el minuto '86 de un partido que estaba (y terminaría igual) 3-0 a favor de el fortín, en contra de Arsenal de Sarandí, por la séptima fecha del Clausura 2011. Una fecha después (la octava) haría su debut como titular (por estar Santiago Silva suspendido y Guillermo Franco lesionado), frente a Olimpo. Este partido terminaría con un 2-1 favorable a Vélez Sársfield y Vule completaría 79 minutos que conformarían a su director técnico.
Anotó su primer gol en el final de lo que fue una caída (2-3) ante Quilmes.

### Veracruz
Por recomendación a la directiva de su amigo Julio César Furch delantero y goleador en aquel entonces del equipo mexicano Tiburones Rojos del Veracruz fue contratado procedente del Vélez Sársfield. Hizo su debut en la Liga BBVA Bancomer MX el 27 de agosto de 2016 en el estadio "El Volcán" de la Ciudad de Monterrey, Nuevo León enfrentando a los Tigres de la Universidad Autónoma de Nuevo León, entrando en el minuto 52 del segundo tiempo y teniendo un debut afortunado, ya que anotó el gol del empate a uno con el cual terminó el partido.

### Águilas Doradas
Para el año 2017 es contratado por Águilas Doradas de Colombia en dónde consigue un buen rendimiento futbolístico, allí se está por un año, logra buen desempeño tras haber disputado 19 partidos y anotando 9 goles. Para así llamar la atención de equipos del mismo país.

### Cúcuta Deportivo
Para el año 2019 rescinde contrato con águilas y es confirmado nuevo jugador del Cúcuta Deportivo equipo que había ascendido en ese año firmando hasta el 31 de diciembre del 2020, logra anotar una serie de goles, le marca un doblete al Deportivo Cali en el estadio General Santander que termina en empate.

### Independiente Medellín
Tras la desafiliación del Cúcuta Deportivo de la Categoría Primera A y Categoría Primera B le rescinden contrato para así el Independiente Medellín hacerse con sus servicios, contratándolo para el año 2020  , en donde logra anotar 13 goles con el club repartidos 3 en copa y 10 en  liga, para así quedar campeón de la Copa Colombia 2020. Con el club antioqueño se está hasta finales del 2021 para después rescindir contrato.

### Deportivo Cali
En el 2022 no renueva con el Independiente Medellín, quedando libre. El Deportivo Cali hace una oferta por él en el mes de febrero que fue muy bien recibida por su representante, para así llegar a un principio de acuerdo, firmando con el club caleño un contrato por un año.
Después de la eliminación del cuadro azucarero del Torneo Apertura 2022, Copa Libertadores 2022, Copa Colombia 2022 y perder la Superliga de Colombia 2022, Vuletich en el transcurso de los torneos del 2022 no anotó ningún gol y tampoco generó asistencias a pesar de las suficientes oportunidades de juego que le brindó el director técnico Rafael Dudamel. Después de la salída del director técnico Rafael Dudamel y la llegada de Mayer Candelo no tuvo casi oportunidades de juego tampoco.
Con el nuevo director técnico Jorge Luis Pinto Marca su primer gol con la camiseta verdiblanca el 12 de octubre frente a su ex equipo Águilas Doradas por la jornada 17 del torneo clausura 2022. Encuentro que finalizó 2-2.
El 23 de noviembre del 2022 el Deportivo Cali oficializa su desvinculación con la institución quedando como agente libre.

### Racing Club de Montevideo
Durante el periodo 2023-2024 formó parte del Racing Club de Montevideo, equipo bajo la presidencia del argentino Fernando Cavenaghi.

## Selección nacional

### Copa Mundial Sub-20
Fue convocado por Walter Perazzo compartiendo vestuario con jugadores como Juan Iturbe, Facundo Ferreyra, Rodrigo Battaglia, Erik Lamela, González Pírez, Nicolás Tagliafico, entre otros. Fue emergente en los cinco partidos de la selección ingresando en 2 juegos contra México y Portugal sin llegar a convertir, su balance total de dichos juegos fue de 45 minutos en cancha recibiendo una tarjeta amarilla y en la tanda de penales contra Portugal anotaría el 4-4.
| Competición                           | Lugar    | Fase             | PJ (G) |
| ------------------------------------- | -------- | ---------------- | ------ |
| Copa Mundial de Fútbol Sub-20 de 2011 | Colombia | Cuartos de final | 2 (0)  |

## Clubes
| Club                      | País      | Año       |
| ------------------------- | --------- | --------- |
| Vélez Sarsfield           | Argentina | 2011      |
| Bellinzona                | Suiza     | 2012      |
| Cobresal                  | Chile     | 2012      |
| Olimpo de Bahía Blanca    | Argentina | 2013-2014 |
| Clube Arouca              | Portugal  | 2015      |
| Arsenal de Sarandí        | Argentina | 2016      |
| Tiburones Rojos           | México    | 2016      |
| Águilas Doradas           | Colombia  | 2017-2018 |
| Sportiva Salernitana      | Italia    | 2018-2019 |
| Potenza Calcio            | Italia    | 2019      |
| Cúcuta Deportivo          | Colombia  | 2020      |
| Independiente Medellín    | Colombia  | 2021      |
| Deportivo Cali            | Colombia  | 2022      |
| Racing Club de Montevideo | Uruguay   | 2023-2024 |
| Águilas Doradas           | Colombia  | 2024      |
| FC UTA Arad               | Rumania   | 2024-Act. |

## Estadísticas
| Club                              | Div.                | Temporada           | Liga  | Liga  | Copa Nacional | Copa Nacional | Copa Internacional | Copa Internacional | Total | Total |
| Club                              | Div.                | Temporada           | Part. | Goles | Part.         | Goles         | Part.              | Goles              | Part. | Goles |
| --------------------------------- | ------------------- | ------------------- | ----- | ----- | ------------- | ------------- | ------------------ | ------------------ | ----- | ----- |
| Águilas Doradas · Colombia        | 1.ª                 | 2017                | 13    | 8     | -             | -             | -                  | -                  | 13    | 8     |
| Águilas Doradas · Colombia        | 1.ª                 | 2018                | 4     | 1     | -             | -             | -                  | -                  | 4     | 1     |
| Águilas Doradas · Colombia        | Total               | Total               | 17    | 9     | 0             | 0             | 0                  | 0                  | 17    | 9     |
| Cúcuta Deportivo · Colombia       | 1.ª                 | 2020                | 17    | 4     | 2             | 1             | -                  | -                  | 19    | 5     |
| Cúcuta Deportivo · Colombia       | Total               | Total               | 17    | 4     | 2             | 1             | 0                  | 0                  | 19    | 5     |
| Independiente Medellín · Colombia | 1.ª                 | 2021                | 30    | 10    | 7             | 3             | -                  | -                  | 37    | 13    |
| Independiente Medellín · Colombia | Total               | Total               | 30    | 10    | 7             | 3             | 0                  | 0                  | 37    | 13    |
| Deportivo Cali · Colombia         | 1.ª                 | 2022                | 17    | 1     | 1             |               | 1                  | -                  | 19    | 1     |
| Deportivo Cali · Colombia         | Total               | Total               | 17    | 1     | 1             | 0             | 1                  | 0                  | 19    | 1     |
| Total en su carrera               | Total en su carrera | Total en su carrera | 64    | 23    | 10            | 3             | 0                  | 0                  | 93    | 46    |

## Palmarés

### Campeonatos nacionales
| Título           | Club                   | País      | Año    |
| ---------------- | ---------------------- | --------- | ------ |
| Primera División | Vélez Sarsfield        | Argentina | C-2011 |
| Copa Colombia    | Independiente Medellín | Colombia  | 2020   |